# Maisie Williams
Maisie Williams   (Bristol, 15 d'abril de 1997) és una actriu anglesa, coneguda pel seu paper com a Arya Stark en la sèrie de televisió de la HBO, Game of Thrones.

## Biografia

### Personal
Williams va créixer a Somerset, i va anar a l'escola Norton Hill a Midsomer Norton.
Segons ella, el seu primer amor és la dansa. Va ser alumna de l'escola de dansa Sue Hill, on la van animar a formar part en un Showcase (acte per fer-se conèixer com a actriu) a França on hi havia un nombre de VIPs de la indústria de l'entreteniment observant en les audicions. D'aquella audició en va treure un agent que la va proposar pel paper de Arya Stark.
Williams és amiga de Sophie Turner que interpreta a la germana del seu personatge, Sansa Stark, a Game of Thrones. Es van conèixer durant les audicions, amb Williams descobrint, dos setmanes després que Turner, havia aconseguit el paper.

### Carrera
Arya Stark, una nena lluitadora i poc femenina d'una família noble, de la sèrie de televisió de la HBO Game of Thrones, va ser el seu primer paper. Va rebre bones crítiques per la seva actuació.
Williams va continuar guanyant elogis en la segona temporada de la sèrie, i la HBO la va tenir en consideració com a candidata a Excel·lent Actriu Secundària (Outstanding Supporting Actress) en els Premis Primetime Emmy de 2012. El 2012 va guanyar el Premi Portal per la Millor Actriu Secundària en TV (Best Supporting Actress – Television), i el Premi Portal pel Millor Actor Jove (Best Young Actor). Als 15 anys, Williams va ser la més jove en guanyar la categoria de Millor Actriu Secundària. El març de 2013, va ser candidata pel Premi Young Artist com a Millor Actriu Secundària Jove en una sèrie de TV.
El 2012, Williams va interpretar a Loren Caleigh en la sèrie de la BBC, The Secret of Crickley Hall. També va aparèixer en les pel·lícules independents Heatstroke (2012) i Gold (2013), i en el curt Corvidae (2013). Williams va signar per interpretar a Lorna Thompson en la pel·lícula de ciència-ficció We Are Monsters, la qual està en pre-producció i s'estrenarà el 2014.

## Filmografia
| Films that have not yet been released | Indica projectes que encara no s'han estrenat |

### Pel·lícules
| Any  | Títol                      | Paper                      | Notes                                    | Ref.          |
| ---- | -------------------------- | -------------------------- | ---------------------------------------- | ------------- |
| 2012 | The Olympic Ticket Scalper | Scraggly Sue               | Curtmetratge                             | [ 13 ]        |
| 2013 | Up on the Roof             | Trish                      | Curtmetratge; també productora executiva | [ 14 ] [ 15 ] |
| 2013 | Heatstroke                 | Jo O'Malley                |                                          | [ 16 ] [ 17 ] |
| 2014 | Gold                       | Abbie                      |                                          | [ 18 ]        |
| 2015 | The Falling                | Lydia Lamont               |                                          | [ 19 ]        |
| 2016 | The Book of Love           | Millie Pearlman            |                                          | [ 20 ]        |
| 2017 | iBoy                       | Lucy Walker                |                                          | [ 21 ]        |
| 2017 | Mary Shelley               | Isabel Baxter              |                                          | [ 22 ]        |
| 2018 | Stealing Silver            | Leonie                     | Curtmetratge; també productora executiva | [ 23 ]        |
| 2018 | Corvidae                   | Jay                        | Curtmetratge                             | [ 24 ]        |
| 2018 | Cavernícola                | Goona (veu)                | Doblatge en anglès                       | [ 25 ]        |
| 2018 | Then Came You              | Skye Aitken                |                                          | [ 26 ] [ 27 ] |
| 2020 | The New Mutants            | Rahne Sinclair / Wolfsbane |                                          | [ 28 ]        |
| 2020 | The Owners                 | Mary                       | Postproducció                            | [ 29 ] [ 30 ] |

### Televisió
| Any       | Títol                       | Paper                                                | Notes                            | Ref.   |
| --------- | --------------------------- | ---------------------------------------------------- | -------------------------------- | ------ |
| 2011–2019 | Game of Thrones             | Arya Stark                                           | 59 episodis                      | [ 31 ] |
| 2012      | The Secret of Crickley Hall | Loren Caleigh                                        | 3 episodis                       | [ 32 ] |
| 2014      | Robot Chicken               | Black Cherry Pie / Shlorpette (veus)                 | Episodi: «Bitch Pudding Special» | [ 33 ] |
| 2014      | Robot Chicken               | Didi Pickles / Margaux Kramer / Bee Cosplayer (veus) | Episodi: «Link's Sausages»       | [ 33 ] |
| 2015      | Cyberbully                  | Casey Jacobs                                         | Telefilm                         | [ 34 ] |
| 2015      | Doctor Who                  | Ashildr                                              | 4 episodis                       | [ 35 ] |
| 2019      | RuPaul's Drag Race UK       | Ella mateixa / Jutgessa convidada                    | Episodi: «Downton Draggy»        | [ 36 ] |
| 2020      | Two Weeks to Live           | Kim Noakes                                           | 6 episodis                       | [ 37 ] |

## Premis i nominacions
| Any  | Premi                        | Categoria                                        | Treball         | Resultat  |
| ---- | ---------------------------- | ------------------------------------------------ | --------------- | --------- |
| 2011 | Premis Scream                | Millor Repartiment                               | Game of Thrones | Nominat   |
| 2011 | Premis del Sindicat d'Actors | Millor Repartiment de televisió - Drama          | Game of Thrones | Nominat   |
| 2012 | Premis Portal                | Millor Actriu Secundària en TV                   | Game of Thrones | Guanyador |
| 2012 | Premis Portal                | Millor Actor Jove                                | Game of Thrones | Guanyador |
| 2013 | Premis Young Artist          | Millor Actriu Secundària Jove en una sèrie de TV | Game of Thrones | Nominat   |